# Ягорлицький Кут
Ягорлицький (Єгорлицький) Кут — півострів у північній частині Чорного моря, у межах Херсонської області України. З півночі півострів омиває Ягорлицька затока, з півдня та заходу — Тендрівська затока. Західна частина півострова (5540 га) входить до складу Чорноморського біосферного заповідника.

## Походження назви
У перекладі з тюркської «Гяурлик» — «шлях невірних». На берегах Ягорлицької затоки запорожці здобували сіль та часто зустрічалися з турками.

## Військовий полігон у 1959—1994 роках
У 1959—1994 роках більша частина півострова була полігоном військово-повітряних сил Чорноморського флоту. Після ліквідації полігону 4700 га земель полігону було приєднано до ділянки «Ягорлицький Кут» Чорноморського заповідника.
До створення полігону на півострові було розташовано рибацьке селище Вільний порт. У 1959 році селище було виселено, а на його місці було розміщено військову частину. Сьогодні на цьому місці знаходиться кордон «Вільний порт» Чорноморського заповідника.
У липні 2021 року тут був створений державний випробувальний полігон «Ягорлик».